# Långevallsälven
Långevallsälven este o arie protejată (arie specială de conservare — SAC, sit de importanță comunitară — SCI) din Suedia întinsă pe o suprafață de 15,6 ha, integral pe uscat.

## Localizare
Centrul sitului Långevallsälven este situat la coordonatele 58°48′04″N 11°34′07″E / 58.801°N 11.5687°E.

## Înființare
Situl Långevallsälven a fost declarat sit de importanță comunitară în ianuarie 1998 pentru a proteja 1 specie de animale. Situl a fost protejat și ca arie specială de conservare în martie 2011.

## Biodiversitate
Situată în ecoregiunea boreală, aria protejată conține 3 habitate naturale: Râuri naturale fino-scandinave, Păduri caducifoliate de mlaștină fino-scandinave, Păduri aluvionare cu Alnus glutinosa și Fraxinus excelsior (Alno-Padion, Alnion incanae, Salicion albae).
La baza desemnării sitului se află o specie protejată de  pești: somonul (Salmo salar).